# Dzwonkówka niesymetryczna
Dzwonkówka niesymetryczna (Entoloma excentricum Bres.) – gatunek grzybów z rodziny dzwonkówkowatych (Entolomataceae).

## Systematyka i nazewnictwo
Pozycja w klasyfikacji według Index Fungorum: Entoloma, Entolomataceae, Agaricales, Agaricomycetidae, Agaricomycetes, Agaricomycotina, Basidiomycota, Fungi.
Po raz pierwszy opisał go w 1881 r. Giacomo Bresàdola. Brak typu nomenklatorycznego. Synonimy:
- Entoloma excentricum Bres. 1881 var. excentricum
- Entoloma excentricum var. porphyrocephalum Noordel. & Wölfe 1982
- Rhodophyllus excenticus (Bres.) Kühner & Romagn. 1953

Nazwę zwyczajową zaproponował Władysław Wojewoda w 2003 r.

## Morfologia
Kapelusz
Średnica 2-6 (-8) cm, początkowo wypukły, potem rozpostarty, rzadko z garbem, niehigrofaniczny, bez prążkowania. Brzeg podwinięty. Powierzchnia naga, o barwie od białej do bardzo bladobrązowej, skóropodobna.
Blaszki
W liczbie 40-60, z międzyblaszkami (l = 1-7), gęste, przyrośnięte lub wykrojone, wybrzuszone. Początkowo białe, potem blado-różowe z odcieniem brązowym. Ostrza kłaczkowate, tej samej barwy lub brązowe.
Trzon
Wysokość 3–8 cm, grubość 4–8 mm, walcowaty lub nieco zwężający się ku podstawie, czasami skręcony, początkowo pełny, potem pusty. Powierzchnia biaława z brązowym lub żółtym odcieniem, podłużnie włóknista, przy podstawie biała.
Miąższ
Biały, czasami lekko brązowy. Bez zapachu, rzadziej z mniej lub bardziej zjełczałym, kwaskowatym zapachem. W smaku nieprzyjemny.
Cechy mikroskopowe
Zarodniki nieregularne, w widoku z boku 5–8-kątne. Mają wymiary (10–) 11–12,5 (–14) × 7,0–8,5 (–9,5) μm. Podstawki 4–zarodnikowe, ze sprzążkami, często z brązowym pigmentem wewnątrzkomórkowym. Brzegi blaszek niejednorodne. Cheilocystydy o wymiarach 40–110 × 10–25 μm, baryłkowate lub wrzecionowate z długą, ostrą szyjką, bezbarwne, lub z brązowym pigmentem wewnątrzkomórkowym. Skórka kapelusza cienka, typu cutis lub ixocutis, zbudowana z cylindrycznych strzępek o szerokości do 10 μm. Mają łatwo rozpadające się ściany i czasami tworzą przejście do typu trichoderma, kończąc się cylindrycznymi lub maczugowatymi elementami o szerokości do 20 μm. Sprzążki występują w strzępkach hymenium, poza nim są nieliczne. W komórkach skórki i tuż pod nią występuje przyścienny pigment, rzadko drobno inkrustowany. Czasami bladobrązowy wewnątrzkomórkowy pigment występuje także w niektórych innych strzępkach.

## Występowanie i siedlisko
Dzwonkówka niesymetryczna występuje tylko w Europie. Jest tutaj szeroko rozprzestrzeniona, ale rzadka, ponieważ rzadkie są odpowiadające jej siedliska. W piśmiennictwie naukowym na terenie Polski do 2003 r. podano 2 jej stanowiska, w późniejszych latach podano następne. Znajduje się na Czerwonej liście roślin i grzybów Polski. Ma status R – gatunek potencjalnie zagrożony z powodu ograniczonego zasięgu geograficznego i małych obszarów siedliskowych. Znajduje się na listach gatunków zagrożonych także w Szwajcarii, Niemczech, Holandii, Norwegii, Szwecji.
Saprotrof. Rośnie na ziemi w trawie. Występuje od nizin po piętro halne w górach.